# Coupe de la Ligue sénégalaise de football 2019
Navigation
Coupe de la Ligue 2018 Coupe de la Ligue 2020
La coupe de la Ligue Sénégalaise de football 2019 est la 10e édition de la coupe de la Ligue de football sénégalaise, organisée par la LSFP.
Le club de L2, Diambars Football Club promu en première division à l’issue de la saison 2018-2019, remporte la coupe de la Ligue aux dépens du champion en titre, Génération Foot, battu 2-1.

## Déroulement de la compétition

### Calendrier
| Tour | Nom                 | Date                   | Participants |
| 1    | Premier tour        | 1er et 2 décembre 2018 | 24           |
| 2    | Huitièmes de finale | 5 au 7 mars 2019       | 16 (12+4)    |
| 3    | Quarts de finale    | 10 et 11 avril 2019    | 8            |
| 4    | Demi-finales        | 22 et 23 mai 2019      | 4            |
| 5    | Finale              | 2 juin 2019            | 2            |

- source

### Participants
| Clubs de Ligue 1 (14)    | Clubs de Ligue 2 (14)    |
| arrivent en 8e de finale | arrivent au premier tour |
| ------------------------ | ------------------------ |
| Jaraaf                   | Diambars FC              |
| Stade de Mbour T         | US Ouakam                |
| AS Génération Foot       | Guédiawaye FC            |
| AS Pikine                | ASC Renaissance          |
| arrivent au premier tour | DUC                      |
| Sonacos                  | ASC Yeggo                |
| Teungueth FC             | Port                     |
| AS Douanes               | EJ Fatick                |
| Mbour Petite-Côte FC     | Keur Madior FC           |
| ASC La Linguère          | Africa Promo Foot        |
| AS Dakar Sacré-Cœur      | Jamono Fatick            |
| ASAC Ndiambour           | ETICS Mboro              |
| Casa Sport               | CNEPS Excellence         |
| NGB                      | Amitié FC                |
| US Gorée                 |                          |

### Premier tour
24 équipes participent au premier tour. Jaraaf (champion du Sénégal), le Stade de Mbour (tenant du titre), Génération Foot (vainqueur de la coupe du Sénégal) et l'AS Pikine (champion de Ligue 2) sont exemptés de 1er tour.
Ce tour ne présente aucune surprise puisque tous les clubs de l'élite opposés à des équipes de Ligue 2 se sont imposés.
| 1er décembre 2018 | AS Dakar Sacré-Cœur (L1) | 1 - 0 | ASC La Linguère (L1) | Stade Léopold-Sédar-Senghor, Dakar |  |
| 16h00 (UTC)       | Alassane Ndao 83e (pen.) | (0-0) |                      |                                    |  |
| 16h00 (UTC)       | Rapport                  |       |                      |                                    |  |

| 1er décembre 2018 | Africa Promo Foot (L2) | 2 - 1 | ETICS Mboro (L2) | Stade Caroline Faye, Mbour |  |
| 16h00 (UTC)       |                        | (-)   |                  |                            |  |
| 16h00 (UTC)       | Rapport                |       |                  |                            |  |

| 1er décembre 2018 | EJ Fatick (L2) | 0 - 1 | Casa Sports (L1)      | Stade Massène Sène, Fatick |  |
| 16h30 (UTC)       |                | (0-0) | 77e Sang Pierre Mendy |                            |  |
| 16h30 (UTC)       | Rapport        |       |                       |                            |  |

| 1er décembre 2018 | ASC Port Autonome (L2) | 0 - 2 | Mbour Petite-Côte FC (L1) | Stade Ngalandou Diouf, Rufisque |  |
| 16h00 (UTC)       |                        | (-)   |                           |                                 |  |
| 16h00 (UTC)       | Rapport                |       |                           |                                 |  |

| 1er décembre 2018 | US Ouakam (L2) | 0 - 1      | CNEPS Excellence (L2) | Stade Léopold-Sédar-Senghor, Dakar |  |
| 18h00 (UTC)       |                | (0-0, 0-0) |                       |                                    |  |
| 18h00 (UTC)       | Rapport        |            |                       |                                    |  |

| 2 décembre 2018 | ASC Renaissance (L2) | 0 - 2 | Teungueth FC (L1) | Stade Alassane Djigo, Pikine |  |
| 16h00 (UTC)     |                      | (-)   |                   |                              |  |
| 16h00 (UTC)     | Rapport              |       |                   |                              |  |

| 2 décembre 2018 | ASC Yeggo (L2) | 1 - 3 | Amitié FC (L2) | Stade Amadou Barry, Guédiawaye |  |
| 16h00 (UTC)     |                | (-)   |                |                                |  |
| 16h00 (UTC)     | Rapport        |       |                |                                |  |

| 2 décembre 2018 | ASC Sonacos (L1) | 5 - 1 | Jamono Fatick (L2) | Stade Lamine Guèye, Kaolack |  |
| 16h30 (UTC)     |                  | (-)   |                    |                             |  |
| 16h30 (UTC)     | Rapport          |       |                    |                             |  |

| 2 décembre 2018 | NGB ASC Niarry Tally (L1) | 1 - 0 | Guédiawaye FC (L2) | Stade municipal, Mbao |  |
| 16h30 (UTC)     |                           | (-)   |                    |                       |  |
| 16h30 (UTC)     | Rapport                   |       |                    |                       |  |

| 2 décembre 2018 | ASAC Ndiambour (L1) | 1 - 0 | AS Douanes (L1) | Stade Alboury Ndiaye, Louga |  |
| 16h30 (UTC)     |                     | (-)   |                 |                             |  |
| 16h30 (UTC)     | Rapport             |       |                 |                             |  |

| 2 décembre 2018 | US Gorée (L1)                                                  | 3 - 0      | Dakar Université Club (L2) | Stade municipal, Mbao |  |
| 18h00 (UTC)     | Mor Talla Nguère 103e · Omar Cissé 106e · Ousmane Mbengue 117e | (0-0, 0-0) |                            |                       |  |
| 18h00 (UTC)     | Rapport                                                        |            |                            |                       |  |

| 26 décembre 2018 | Diambars Football Club (L2) | 1 - 0   | Keur Madior FC (L2) | Stade Fodé Wade, Saly |  |
| 16h00 (UTC)      |                             | (0 - 0) |                     |                       |  |
| 16h00 (UTC)      | Rapport                     |         |                     |                       |  |

### Huitièmes de finale
| 5 mars 2019 | Amitié FC (L2) | 0 - 1 | Africa Promo Foot (L2) | Stade Caroline Faye, Mbour |  |
| (UTC)       |                | (-)   |                        |                            |  |
| (UTC)       | [Rapport]      |       |                        |                            |  |

| 5 mars 2019 | AS Dakar Sacré-Cœur (L1) | 0 - 3 | AS Pikine (L1) | Stade Amadou Barry, Guédiawaye |  |
| (UTC)       |                          | (-)   |                |                                |  |
| (UTC)       | [Rapport]                |       |                |                                |  |

| 5 mars 2019 | CNEPS Excellence (L2) | 0 - 3 | Mbour PC (L1) | Stade Caroline Faye, Mbour |  |
| (UTC)       |                       | (-)   |               |                            |  |
| (UTC)       | [Rapport]             |       |               |                            |  |

| 6 mars 2019 | Génération Foot (L1) | 2 - 0 a. p. | Stade de Mbour (L1) | Stade Djiby Diagne, Deni Biram Ndao |  |
| 16h00 (UTC) |                      | (0-0, 0-0)  |                     |                                     |  |
| 16h00 (UTC) | [Rapport]            |             |                     |                                     |  |

| 6 mars 2019 | US Gorée (L1) | 1 - 0 | Casa Sports (L1) | Stade Alassane Djigo, Pikine |  |
| 16h00 (UTC) |               | (-)   |                  |                              |  |
| 16h00 (UTC) | [Rapport]     |       |                  |                              |  |

| 6 mars 2019 | Teungueth FC (L1) | 0 - 1 a. p. | ASAC Ndiambour (L1) | Stade Ngalandou Diouf, Rufisque |  |
| 17h00 (UTC) |                   | (0-0, 0-0)  |                     |                                 |  |
| 17h00 (UTC) | [Rapport]         |             |                     |                                 |  |

| 6 mars 2019 | NGB ASC Niarry Tally (L1) | 0 - 1 | Jaraaf (L1) | Stade Alassane Djigo, Pikine |  |
| 18h00 (UTC) |                           | (0-0) | 70e Toupane |                              |  |
| 18h00 (UTC) | [Rapport]                 |       |             |                              |  |

| 7 mars 2019 | ASC Sonacos (L1) | 0 - 1 a. p. | Diambars Football Club (L2) | Stade Lamine Guèye, Kaolack |  |
| 17h00 (UTC) |                  | (0-0, 0-0)  |                             |                             |  |
| 17h00 (UTC) | [Rapport]        |             |                             |                             |  |

### Quarts de finale
| 11 avril 2019 | Africa Promo Foot (L2) | 0 - 0 | Diambars Football Club (L2) | Stade Caroline Faye, Mbour |  |
| 17h00 (UTC)   |                        | (0-0) |                             |                            |  |
| 17h00 (UTC)   | Rapport                |       |                             |                            |  |
| 17h00 (UTC)   | Tirs au but 1-3        |       |                             |                            |  |

| 11 avril 2019 | Jaraaf (L1) | 1 - 0 | AS Pikine (L1) | Stade Amadou Barry, Guédiawaye |  |
| 17h00 (UTC)   | Soly 60e    | (0-0) |                |                                |  |
| 17h00 (UTC)   | Rapport     |       |                |                                |  |

| 11 avril 2019 | US Gorée (L1) | 3 - 2 a. p. | Mbour PC (L1) | Stade Amadou Barry, Guédiawaye |  |
| 15h00 (UTC)   |               | (-, 2-2)    |               |                                |  |
| 15h00 (UTC)   | Rapport       |             |               |                                |  |

| 10 avril 2019 | ASAC Ndiambour (L1) | 0 - 1 | Génération Foot (L1) | Stade Alboury Ndiaye, Louga |  |
| 17h00 (UTC)   |                     | (-)   |                      |                             |  |
| 17h00 (UTC)   | Rapport             |       |                      |                             |  |

### Demi-finales
| 22 mai 2019 | Génération Foot (L1)         | 2 - 0 | Jaraaf (L1) | Stade Djiby Diagne, Deni Biram Ndao |  |
| 16h30 (UTC) | PI Badji 29e · JLB DIouf 88e | (1-0) |             |                                     |  |
| 16h30 (UTC) | Rapport                      |       |             |                                     |  |

| 15 mai 2019 | Diambars Football Club (L2) | 1 - 1 | US Gorée (L1) | Stade Fodé Wade, Saly |
| 16h30 (UTC) |                             |       |               |                       |
|             | Rapport                     |       |               |                       |
|             | Tirs au but 4-2             |       |               |                       |

### Finale
| 2 juin 2019 | Diambars Football Club (L2) | 2-1 | Génération Foot (L1) | Stade Alassane Djigo, Pikine |
| 17h00 (UTC) |                             |     |                      |                              |